# Plectochorus longipropodeum
Plectochorus longipropodeum är en stekelart som beskrevs av Lee och Suh 1991. Plectochorus longipropodeum ingår i släktet Plectochorus och familjen brokparasitsteklar. Inga underarter finns listade i Catalogue of Life.